# Oenochlora nobilitans
Oenochlora nobilitans là một loài bướm đêm trong họ Geometridae.